# Raul Augusto Esteves
Raul Augusto Esteves (ur. w 1878 roku, zm. w 1955 roku) – portugalski wojskowy (generał) i publicysta, teoretyk wojskowości.

## Życiorys
Służył jako dowódca batalionu saperów kolejowych w Portugalskim Korpusie Ekspedycyjnym podczas I wojny światowej, wyróżniając się podczas walk we Flandrii. Został odznaczony Krzyżem Wojennym oraz Orderem Wieży i Miecza, Męstwa, Wierności i Zasługi. Od 1920 r. stał na czele Zarządu Kolei Południowej i Południowo-Wschodniej. Przeciwstawiał się strajkom wśród kolejarzy, co doprowadziło do kilku nieudanych zamachów na jego życie. Był jednym z przywódców prawicowego zamachu stanu 28 maja 1926 r., w wyniku którego na czele Portugalii stanął gen. António Óscar de Fragoso Carmona. Brał udział w stłumieniu buntu lewicowego 7 listopada 1927 r. W 1937 r. został komendantem Portugalskiej Wojskowej Misji Obserwacyjnej w ogarniętej wojną domową Hiszpanii, które de facto wspierała frankistów (patrz: Legion Viriatos). Generał R. A. Esteves publikował jednocześnie liczne prace na temat wojskowości.

## Twórczość
- A fortificação no plano de defesa do paiz (1910),
- Resumo dos trabalhos na grande guerra (1917-1919),
- O problema da defesa nacional (1935),
- O problema nacional dos caminhos de ferro (1938),
- O General Garcia Rosado. Elogio histórico proferido na sede da Liga dos Combatentes da Grande Guerra (1938),
- Algumas observações sobre a guerra de Espanha (1939),
- Superpopulação de Lisboa (1946),
- Uma colaboração na Revista Militar (1948),
- Cooperação anglo-lusa nas guerras da Europa (1954).